# Bloc nationaliste galicien
Pour les articles homonymes, voir BNG.
Le Bloc nationaliste galicien (en galicien : Bloque Nacionalista Galego, BNG) est un parti politique nationaliste de gauche qui défend l'autonomie et, à terme, le droit à l'autodétermination de la Galice. Il est fondé en 1982 avec la volonté de regrouper le nationalisme galicien.

## Histoire

### Antécédents
Dans les années 1960, sous le franquisme sont créés l'Union du peuple galicien (UPG) et le Parti socialiste galicien (PSG). Ces deux partis de gauche, au-delà de leurs positions politiques respectives, lancent un processus de réorganisation politique du nationalisme galicien en le dotant d'une orientation clairement progressiste. 
L'année 1975 voit la création de l’Assemblée nationale-populaire galicienne (AN-PG), première expérience d'articulation de front du nationalisme galicien qui trouvera dans le BNG son expression définitive.

### Fondation
Le congrès fondateur du BNG se réunit le 26 septembre 1982 à La Corogne, avec la participation de l'AN-PG, de l'UPG, du PSG et des participants indépendants.

### Premiers succès
Lors des élections galiciennes de 1985, le BNG, concurrencé par la Coalition galicienne et la liste du PSG, n'obtient qu'un siège au Parlement de Galice.
Lors du vote en 1987 de la motion de censure contre Gerardo Fernández Albor et qui porte au pouvoir le socialiste Fernando González Laxe, le député du BNG, Xosé Manuel Beiras, s'abstient. Deux ans plus tard, lors des élections régionales, le BNG devient la principale force nationaliste et remporte 5 députés sur 75.

### Progression continue
Les années qui suivent sont marquées par une progression continue du parti qui engrange les succès en obtenant notamment au Parlement galicien, treize sièges en 1993 puis dix-huit en 1997 et dix-sept en 2001. Parallèlement, le BNG envoie ses deux premiers élus aux Cortes lors des élections générales de 1996.
En 1999, un premier député européen représente le BNG au Parlement européen, mais perd son siège en 2004 malgré une alliance (Galeusca - Peuples d'Europe) avec les nationalistes conservateurs du Parti nationaliste basque et les Catalans de Convergence et Union.
En 2000, lors des élections générales, trois députés sont élus à Madrid, ce qui représente le meilleur score de l'histoire du parti aux élections législatives. En 2004, deux nouveaux députés sont élus à Madrid mais le BNG perd son unique sénateur.

### Gouvernement galicien
Lors des élections au Parlement de Galice de 2005, le BNG passe de dix-sept à treize sièges, mais participe pour la deuxième fois au pouvoir régional, en coalition avec le PSOEdeG, cette alliance mettant fin à la longue présidence de Manuel Fraga, du Parti Populaire. María Tereixa Paz Franco, membre du BNG, devient quant à elle première vice-présidente du Parlement de Galice.
Aux élections générales espagnoles de 2008, le BNG obtient deux députés au Congrès des députés, Francisco Jorquera Caselas et Olaia Fernández Davila, et un sénateur désigné par la communauté autonome, Xosé Manuel Pérez Bouza.
Après les élections au Parlement de Galice de 2009, le BNG se trouve à nouveau dans l'opposition au parlement autonome. Il perd un député et le Parti populaire, avec trente-huit sièges détient la majorité absolue pour gouverner la communauté autonome.

### Parlement européen
En juin 2009, lors des élections européennes, le BNG fait partie de la coalition Europe des Peuples - les Verts qui parvient à faire élire un député en la personne du Catalan Oriol Junqueras. En raison de la règle du tourniquet en vigueur dans cette coalition, Ana Miranda, placée en deuxième position sur la liste, devient députée européenne en 2012. Elle démissionne à son tour en juillet 2013 pour laisser le siège à un élu nationaliste basque.

### Entre déclin et rebond
Lors des élections générales de décembre 2011, le BNG parvient à sauver ses deux sièges de députés. Mais en janvier 2012, une scission a lieu au sein du parti qui donne naissance à Anova-Fraternité nationaliste qui fait partie de l'Alternative galicienne de gauche lors des élections au Parlement de Galice en octobre de la même année. À l'issue du scrutin, le BNG perd six sièges et n'en conserve plus que sept.
Lors des élections générales de décembre 2015, le BNG ne totalise que 4,3 % des voix et disparaît du Congrès des députés. Lors des élections anticipées du 26 juin 2016, il perd encore plus de 25 000 voix avec un score réduit à 2,89 %. Le BNG recule une nouvelle fois lors des élections au Parlement de Galice de 2016 et ne détient plus que six sièges, affaibli en raison du bon score de la coalition En Marea.
Le BNG retrouve un siège de député aux Cortes lors des élections législatives de novembre 2019. Enfin, lors des élections au Parlement de Galice de 2020, le BNG se retrouve en deuxième position avec 23,8 % des voix et obtient 19 sièges, soit sa plus forte représentation depuis 1985 au parlement régional. Il améliore sa représentation à l'issue des élections galiciennes de 2024 en décrochant 25 sièges.

## Résultats électoraux

### Parlement de Galice
| Année | %    | Mandats | Tête de liste      | Rang | Gouvernement  |
| ----- | ---- | ------- | ------------------ | ---- | ------------- |
| 1985  | 4,2  | 1 / 71  | Xosé Manuel Beiras | 5e   | Opposition    |
| 1989  | 8,0  | 5 / 75  | Xosé Manuel Beiras | 3e   | Opposition    |
| 1993  | 18,6 | 13 / 75 | Xosé Manuel Beiras | 3e   | Opposition    |
| 1997  | 25,1 | 18 / 75 | Xosé Manuel Beiras | 2e   | Opposition    |
| 2001  | 22,6 | 17 / 75 | Xosé Manuel Beiras | 2e   | Opposition    |
| 2005  | 18,7 | 13 / 75 | Anxo Quintana      | 3e   | Pérez Touriño |
| 2009  | 16,0 | 12 / 75 | Anxo Quintana      | 3e   | Opposition    |
| 2012  | 10,1 | 7 / 75  | Francisco Jorquera | 4e   | Opposition    |
| 2016  | 8,3  | 6 / 75  | Ana Pontón         | 4e   | Opposition    |
| 2020  | 23,8 | 19 / 75 | Ana Pontón         | 2e   | Opposition    |
| 2024  | 31,3 | 25 / 75 | Ana Pontón         | 2e   | Opposition    |

### Cortes Generales
| Année    | Congrès des députés | Congrès des députés | Congrès des députés | Congrès des députés | Sénat  |
| Année    | Voix                | %                   | Députés             | Rang                | Sénat  |
| -------- | ------------------- | ------------------- | ------------------- | ------------------- | ------ |
| 1986     | 27 049              | 2,1                 | 0 / 27              |                     | 0 / 16 |
| 1989     | 47 763              | 3,6                 | 0 / 27              |                     | 0 / 16 |
| 1993     | 126 965             | 8,0                 | 0 / 26              |                     | 0 / 16 |
| 1996     | 220 147             | 12,9                | 2 / 27              | 3e                  | 0 / 16 |
| 2000     | 306 268             | 18,6                | 3 / 25              | 3e                  | 0 / 16 |
| 2004     | 208 688             | 11,4                | 2 / 24              | 3e                  | 0 / 16 |
| 2008     | 212 543             | 11,5                | 2 / 23              | 3e                  | 0 / 16 |
| 2011     | 184 037             | 11,2                | 2 / 23              | 3e                  | 0 / 16 |
| 2015     | 70 863              | 4,3                 | 0 / 23              | 5e                  | 0 / 16 |
| 2016a    | 45 252              | 2,8                 | 0 / 23              | 5e                  | 0 / 16 |
| 04/2019a | 93 810              | 5,7                 | 0 / 23              | 5e                  | 0 / 16 |
| 11/2019a | 119 597             | 8,1                 | 1 / 23              | 4e                  | 0 / 16 |
| 2023     | 153 995             | 9,4                 | 1 / 23              | 4e                  | 0 / 16 |

a  Liste commune avec Nós.

### Parlement européen
| Année | Coalition                      | Galice  | Galice | Galice | Espagne   | Espagne | Espagne | Sièges |
| Année | Coalition                      | Voix    | %      | Rang   | Voix      | %       | Rang    | Sièges |
| ----- | ------------------------------ | ------- | ------ | ------ | --------- | ------- | ------- | ------ |
| 1987  | -                              | 45 525  | 3,70   | 4e     | 53 116    | 0,28    | 21e     | 0 / 60 |
| 1989  | -                              | 38 968  | 4,17   | 5e     | 46 052    | 0,29    | 21e     | 0 / 60 |
| 1994  | -                              | 132 507 | 11,40  | 3e     | 139 221   | 0,75    | 10e     | 0 / 64 |
| 1999  | -                              | 335 193 | 21,98  | 3e     | 349 079   | 1,65    | 7e      | 1 / 64 |
| 2004  | Galeusca - Peuples d'Europe    | 141 756 | 12,32  | 3e     | 798 816   | 5,15    | 3e      | 0 / 54 |
| 2009  | Europe des Peuples - les Verts | 103 724 | 9,08   | 3e     | 394 938   | 2,53    | 6e      | 1 / 50 |
| 2014  | Les peuples décident           | 80 394  | 7,88   | 5e     | 326 464   | 2,08    | 9e      | 1 / 54 |
| 2019  | Ahora Repúblicas               | 171 500 | 11,84  | 3e     | 1 252 139 | 5,58    | 6e      | 1 / 54 |
| 2024  | Ahora Repúblicas               | 179 905 | 16,13  | 3e     | 860 660   | 4,91    | 4e      | 1 / 61 |